# Grigor Dimitrov
Grigor Dimitrov (født 16. maj 1991) er en bulgarsk tennisspiller. Han repræsenterede Bulgarien under Sommer-OL 2012 i London. Han blev slået ud i anden runde i single.

## Eksterne Henvisninger
- Grigor Dimitrovs opslag i Munzinger Sportsarchiv (tysk)
- Grigor Dimitrovs profil på Olympics.com (engelsk)
- Grigor Dimitrovs profil på Sports-Reference OL-resultater (arkiveret) (engelsk)
- Grigor Dimitrovs profil på Olympedia (engelsk)
- Grigor Dimitrovs profil hos ATP World Tour (engelsk)
- Grigor Dimitrovs profil hos ITF Tennis (engelsk)
- Grigor Dimitrovs profil hos Davis Cup (engelsk)
- Grigor Dimitrovs profil hos ITF Tennis (engelsk)
- Grigor Dimitrovs profil hos as.com (spansk)